# San Gregorio Magno al Celio
San Gregorio Magno al Celio, és una església de Roma, part d'un monestir de monjos dels camaldolesos de l'Orde de Sant Benet. Està situada al turó Celi, davant del Palatí. Al costat de la basílica i el monestir hi ha un convent de monges i un refugi de persones sense sostre de l'orde fundada per Teresa de Calcuta, les Missioneres de la Caritat.
Agustí de Canterbury i els seus benedictins van ser enviats perGregori el Gran per evangelitzar Anglaterra l'any 597. L'aniversari per celebrar els 1.100 anys de la fundació de l'orde es va celebrar aquí amb la pregària de les vespres del dissabte 10 de març del 2012. Van assistir-hi prelats anglicans i catòlics, i la cerimònia va ser dirigida conjuntament pel Papa Benet XVI, i Rowan Williams, arquebisbe de Canterbury.

## El títol cardenalici de Santi Andrea e Gregorio al Monte Celio
El títol cardenalici de Santi Andrea e Gregorio al Monte Celio (en llatí: Titulus Sanctorum Andreæ et Gregorii ad Clivum Scauri) és un títol cardenalici instituït pel papa Gregori XVI el 8 de juny de 1839 per substituir el de Sant'Eusebio que va suprimir.

### Titulars
- Ambrogio Bianchi, O.S.B.Cam. (1839-1856)
- Michele Viale-Prelà (1856-1860)
- Angelo Quaglia (1861-1872)
- Henry Edward Manning (1875-1892)
- Herbert Vaughan (1893-1903)
- Alessandro Lualdi (1907-1927)
- Jusztinián György Serédi, O.S.B. (1927-1946)
- Bernard William Griffin (1953-1956)
- John Francis O'Hara, C.S.C. (1958-1960)
- José Humberto Quintero Parra (1961-1984)
- Edmund Casimir Szoka (1988-2014)
- Francesco Montenegro (2015-)